# Malena Ernman
Sara Magdalena "Malena" Ernman é uma cantora sueca, escolhida pelo seu país, através da seleção nacional sueca, o Melodifestivalen, para representar o país no Festival Eurovisão da Canção 2009, com a música La Voix (A Voz). Malena Ernman apurou-se para a Final do festival, conseguindo um 21º lugar, depois de actuar na 1º semi-final do mesmo.
Nascida na cidade de Uppsala em 4 de Novembro de 1970, a mezzo-soprano é uma artista versátil em seu campo de atuação, tendo fora do mundo das óperas e operettas se apresentado cantando chanson, jazz e cabaret. Apareceu também em musicais, além de ser uma artista que declarou ser muito atraída aos atributos do teatro varité e a palcos pequenos e intimistas. Malena Ernman é hoje a artista de ópera mais solicitada da Suécia, tanto nacionalmente quanto internacionalmente. Malena é um membro da Real Academia Sueca de Música.

## Biografia
Primeiros passos e vida pessoal
Malena passou sua infância e seus anos escolares em Sandviken, uma pequena cidade conhecida na Suécia por produzir muitos artistas, principalmente de jazz. Ernman foi educada na Academia Real de Música em Estocolmo, no Conservatório Musical em Orleães, França e na escola da Ópera Real Sueca.  Ernman é casada com o ator Svante Thunberg. Eles têm duas filhas, Greta e Beata. Vivem em Kungsholmen em Estocolmo.
Óperas
Malena Ernman cantou Cherubino em Le nozze di Figaro (Ópera Estatal de Berlim/Daniel Barenboim), Rosina em Il barbiere di Siviglia de Rossini (Ópera Estatal de Berlim, Ópera Real de Estocolmo, Ópera Nacional Finlandesa), o papel-título em Carmen (Ópera Real de Estocolmo), Kaja em Staden de Sven-David Sandström e Zerlina em Don Giovanni (Ópera Estatal de Berlim/Barenboim).
Ela trabalhou com René Jacobs, em Berlim, Bruxelas, Innsbruck, Viena e Paris, em papéis como Nerone em Agrippina, Roberto em Griselda de Scarlatti, Diana em La Calisto de Cavalli e Nerone em L'incoronazione di Poppea de Monteverdi. Ela cantou Sesto em Giulio Cesare de Handel no Drottningholm Festival em 2001 e apareceu no Gyldebourne Festival cantando Nancy em Albert Herring(verão 2002) e Orlovsky em Die Fledermaus de Johann Strauss (verão 2003).
Durante a temporada 2003/2004 Malena Ernman cantou Donna Elvira em Don Giovanni na La Monnaie em Bruxelas e Lichas em Hercules com o Les Arts Florissants e William Christie no Festival de Aix-en-Provence (também refeito na Ópera Nacional de Paris e no Wiener Festwochen). Durante a primavera e o verão de 2005, ela criou a personagem-título em Julie de Boesmans na La Monnaie, no Wiener Festwochen e na Aix-en-Provence. A primavera de 2006 incluiu o personagem-título de Dido e Aeneas (William Christie) em Viena e Nerone em Agrippina na Ópera de Frankfurt. Em 2006 ela fez sua estréia no Festival de Salzburg como Annio em La clemenza di Tito sob o comando de Nikolaus Harnoncourt. Em 2007 seus compromissos incluíram Sesto em Giulio Cesare com René Jacobs em Viena, Cherubino em Le nozze di Figaro com Daniel Harding em Aix-en-Provence e Nerone em L'incoronazione di Poppea em Amsterdam. Em 2008 ela cantou Angelina na La Cenerentola(Ópera Real Sueca) e Dido e Aeneas(W Christie/Opera Comique, Paris). Seus envolvimentos de 2009 incluem Angelina com a Ópera de Frankfurt e a Ópera Real Sueca e ainda e Dido em Dido e Aeneas em Amsterdam e Viena.

## Concertos
Na plataforma de concertos, suas aparições incluem Waisenhausmesse de Mozart (Festival de Salzburgo/Frans Brüggen, Berio's Folksongs (Orquestra Filarmônica Real de Estocolmo/Carlo Rizzi), Festival de Verbier/Gustavo Dudamel. Nachtgesänge de Fabian Müller (Tonhalleorchester Zürich/Zinman - premiere mundial) e Requiem de Mozart em Minneapolis, com Arnold Östman.
Durante a temporada 2001/2002 ela pôde ser ouvida em um recital em Tóquio, em Paixão segundo São João de Bach (Ensemble Orchestral de Paris/John Nelson) e em Requiem de Mozart (Orquestra Filarmônica de Berlim/Barembiom). Na temporada 2004/2005 ela fez sua estréia no Wigmore Hall e apareceu cantando Sea Pictures em Trondheim e Berio's Folksongs. Na cerimônia do Prêmio Nobel de 1999 Malena se apresentou como solista.
Seu amplo repertório abrange Berio's Folksongs, Os Sete Pecados Mortais de Kurt Weill, Sea Pictures de Edward Elgar, Kinder Toten Lieder de Mahler, Cantatas de Bach, Requiem e Massa em C-menor de Mozart e canções cabaret de Bolcom, Britten e Holländer, assim como ciclos de canções de Grieg, Schumann, Brahms, Stenhammar and Nyström.
Malena Ernman é uma artista de concertos altamente renomada com apresentações em Roma, Madri, Paris, Londres, Los Angeles, Berlim e Tóquio. Trabalhando com regentes como Esa Pekka Salonen, René Jacobs, Daniel Barenboim, Nikolaus Harnoncourt, Philippe Herreweghe, Herbert Blomstedt, Marc Minkowski, Daniel Harding e Sir Simon Rattle.
Malena também canta uma vasta gama de música moderna contemporânea, que com frequência são escritas diretamente para ela por compositores como Sven David Sandström, Philippe Boesmans, Anders Hillborg, Fabian Müller and György Ligiti.

## Discografia
- My Love (BIS)
- Cabaret Songs (BIS)
- Songs in Season (Nytorp Musik)
- Nachtgesänge (Col legno)
- The High Mass (Deutsche Grammophone)
- La Voix du Nord (King Island)

## DVD
- Die Fledermaus (Glyndebourne Festival Opera)
- Julie (Boesmans)
- Hercules (William Christie)